# Charles Logg
Charles Logg, né le 24 février 1931 à Princeton (New Jersey), est un rameur d'aviron américain. 

## Carrière
Charles Logg participe aux Jeux olympiques de 1952 à Helsinki et remporte la médaille d'or en deux sans barreur avec Thomas Price.